# Igreja Ortodoxa Celta
A Igreja Ortodoxa Celta ou Igreja Ortodoxa Céltica (Celtic Orthodox Church - COC; em francês: Église orthodoxe celtique), também chamada de Santa Igreja Celta, é uma Igreja cristã autocéfala fundada no século XX na França.
Desde 25 de dezembro de 2007, a Igreja Ortodoxa Celta está em comunhão com a Igreja Ortodoxa Francesa e a Igreja Ortodoxa dos Gauleses, formando a Comunhão das Igrejas Ortodoxas Ocidentais.
A Igreja Ortodoxa Celta afirma ser parte da linha de sucessão episcopal de Jules Ferrette.

## História

### Fundação
A Igreja Ortodoxa Celta foi fundada no século XX por Jean-Pierre Danyel. Ele foi ordenado sacerdote pelo bispo Mariavita da França em 1951, após não obter a ordenação de nenhum bispo ortodoxo russo, romeno ou grego. No entanto, ele duvidava que a Igreja Ortodoxa e Católica conheceriam a validade de sua ordenação. Assim, ele "recebeu todas as Santas Ordens novamente em 1 ° de março de 1953" do metropolita Lutgen de Antuérpia da Église Catholique du Rite Dominicain. Lutgen recebeu sua consagração episcopal de Hugh George de Willmott Newman. Depois disso, Danyel decidiu trabalhar para restaurar a antiga Igreja Céltica da Bretanha e adotou o nome de um dos santos fundadores da Bretanha, Tugdual.
Danyel fundou a Abbaye de la Saint Présence em Bois-Juhel, Saint-Dolay, "onde viveu como um eremita em imitação dos antigos monges celtas." Ele "logo atraiu discípulos" e foi eleito o primeiro bispo da Igreja Céltica restaurada. Ele foi consagrado bispo em 1957 pelo arcebispo Irineu de Arles (Conde Charles-Borromée d'Eschevannes), primaz da autocéfala Sainte Église catholique Gallicane. Danyel recebeu o título de "Bispo de Redon". Em 19 de dezembro de 1959, Danyel se autoproclamou metropolita, sob o título de Tugdual I, Arcebispo de Dôl. Danyel "reviveu os ritos druídicos" e acrescentou ao seu título "Sa Blancheur l'Humble" ("Sua Brancura, o Humilde"), que ele afirmava ser de origem druídica. Seu título completo era, portanto: "Sua Brancura o Humilde Tugdual I, Arcebispo de Dôl, Abade de Saint-Dolay, Kayermo e Keroussek, Primaz da Santa Igreja Céltica, Presidente de todas as Igrejas Cristãs e Apostólicas não Romanas".
Em 1963 ou 1964, a Igreja consistia de 10 bispos e dois a três leigos. A Igreja era chamada na época de Sainte Église Celtique en Bretagne (Santa Igreja Céltica na Bretanha).

### Da morte do fundador aos dias de hoje
Em 11 de agosto de 1968, Danyel morreu. Após sua morte, seu eremitério foi abandonado.
Em 1977, três monges de uma abadia de Montpellier fundada por um padre ortodoxo celta, Paul-Edouard de Fournier de Brescia, em 1973, foram ao eremitério e construíram uma igreja no local.
Em 1979, a Igreja Ortodoxa Celta fazia parte da Igreja Ortodoxa das Ilhas Britânicas de William Henry Hugo Newman-Norton.
Paul-Edouard Fournier de Brescia foi consagrado bispo sob o nome de Mael em 1980 pelo primaz da Igreja Ortodoxa Celta, o bispo Serafim (Norton-Newman).
A Igreja Ortodoxa das Ilhas Britânicas e a Igreja Ortodoxa Celta se separaram em 1994, quando sob Mar Serafim (William Henry Hugo Newman-Norton) a Igreja Ortodoxa das Ilhas Britânicas se juntou à Igreja Ortodoxa Copta e mudou seu nome para Igreja Ortodoxa Britânica. A Igreja Ortodoxa Celta e alguma outra jurisdição anteriormente sob a Igreja Ortodoxa das Ilhas Britânicas permaneceram independentes.
Com a saída de Mar Serafim, a Igreja Ortodoxa Celta não teve nenhum primaz. Mael foi eleito primaz da Igreja Ortodoxa Celta por seu Santo Sínodo em 1994 e permaneceu como tal até sua morte em 2014. O atual primaz é desde 2014 o metropolita Marc (Jean Claude Scheerens).
Em 1996, a Igreja Ortodoxa Celta canonizou Danyel, seu fundador.

## Dioceses
A Igreja Ortodoxa Celta tem duas eparquias, França e EUA.
A Igreja Celta Ortodoxa, que atualmente tem dois bispos e nove paróquias, está presente na França, Suíça, Reino Unido, EUA e Austrália.

## Ligações Externas
- Site oficial (em francês)